# Ingeniero Jacobacci
Ingeniero Jacobacci es una ciudad del departamento Veinticinco de Mayo, de la provincia de Río Negro, Argentina. Posee un clima frío, seco y ventoso. Su principal actividad económica es la ganadería, especialmente la cría de ovejas. Durante mucho tiempo fue la cabecera del Ferrocarril de trocha angosta conocido como «La Trochita» que unía esta localidad con Esquel, en la provincia del Chubut.
Es el conglomerado urbano más importante de la «Región sur rionegrina», denominación que se impuso hace pocos años, ya que anteriormente se la mencionaba como «Línea sur», o «Línea del estado» en alusión al recorrido que realizaba el tren desde Buenos Aires hasta Bariloche, pasando por esta región.

## Elementos Identitarios

### Toponimia
El nombre originario de la localidad es Huahuel Niyeu, que en mapudungun significa lugar de la garganta. Fuentes no especializadas han popularizado un significado levemente distinto: donde hubo una garganta
Este nombre originario, o sus variaciones, fueron usados en distintos censos: Huahuel Nyen en 1912 y Huahuel Niyeo en 1920. Actualmente, el nombre originario es rescatado por una asociación deportiva de la localidad: El actual Tiro Federal Argentino Huahuel Niyeo.
El 25 de enero de 1944, el ministro de Obras Públicas de la Nación, Eusfrasio Loza designa a la localidad con el nombre de Ingeniero Jacobacci, en homenaje a Guido Amadeo Jacobacci (Módena, Italia, 1 de enero de 1864 - Andalgalá, Catamarca, Argentina, 10 de julio de 1922), un ingeniero que participó en la construcción de varias vías férreas del país, destacándose la que unió las ciudades de Viedma y de San Carlos de Bariloche que sirvió para conectar la localidad.

## Geografía física

### Localización
Sus coordenadas geográficas son: 41°19′50″S 69°32′50″O / -41.33056, -69.54722
Se encuentra a 213 km al este de Bariloche, a 615 km al oeste de la capital provincial, Viedma y a 337 km al sudoeste de General Roca.

### Hidrografía
Se destacan la Laguna Carrilaufquen, ubicada a 15 km de la localidad. En 2011 se realizó un estudio que da cuenta de la reducción de la superficie de la laguna desde 1997.

### Orografía
Paleontología
A 5 km de Ingeniero Jacobacci se encuentra un sitio paleontológico denominado "Tumba de los últimos dinosaurios” y en él se encontraron numerosos esqueletos de ejemplares jóvenes, como así también huevos con doble cáscara, todo ello expresión del final de una era.
Mineralogía
Cavernas de diatomea y cerros de piedra basáltica.

### Clima
El clima es predominantemente árido y templado, con un promedio de precipitación anual de 200 mm, concentradas en otoño e invierno. La temperatura media anual es de 8.2 °C. En invierno son muy frecuentes las heladas. La característica climática de toda la región es el viento, que azota con ráfagas de más de 50 km/h produciendo en algunos años daños de importante consideración. Tanto las sequías como las nevadas y fuertes inclemencias climáticas invernales influyen negativamente en la producción agrícola-ganadera y en las condiciones de vida de la población, tanto en la zona urbana como en el ámbito del área rural. En la ciudad de Jacobacci el invierno es moderado, al igual que todas las ciudades y localidades de la Línea Sur. Las jornadas con heladas están alrededor de los 98 días promedios anuales, la temperatura máxima absoluta es de 34 °C (para el periodo 1982-1990), con una temperatura mínima absoluta histórica registrada de -30 °C.
| Parámetros climáticos promedio de Ingeniero Jacobacci - Normales : 1982-1990 - Extremos : 1982-1990             | Parámetros climáticos promedio de Ingeniero Jacobacci - Normales : 1982-1990 - Extremos : 1982-1990 | Parámetros climáticos promedio de Ingeniero Jacobacci - Normales : 1982-1990 - Extremos : 1982-1990 | Parámetros climáticos promedio de Ingeniero Jacobacci - Normales : 1982-1990 - Extremos : 1982-1990 | Parámetros climáticos promedio de Ingeniero Jacobacci - Normales : 1982-1990 - Extremos : 1982-1990 | Parámetros climáticos promedio de Ingeniero Jacobacci - Normales : 1982-1990 - Extremos : 1982-1990 | Parámetros climáticos promedio de Ingeniero Jacobacci - Normales : 1982-1990 - Extremos : 1982-1990 | Parámetros climáticos promedio de Ingeniero Jacobacci - Normales : 1982-1990 - Extremos : 1982-1990 | Parámetros climáticos promedio de Ingeniero Jacobacci - Normales : 1982-1990 - Extremos : 1982-1990 | Parámetros climáticos promedio de Ingeniero Jacobacci - Normales : 1982-1990 - Extremos : 1982-1990 | Parámetros climáticos promedio de Ingeniero Jacobacci - Normales : 1982-1990 - Extremos : 1982-1990 | Parámetros climáticos promedio de Ingeniero Jacobacci - Normales : 1982-1990 - Extremos : 1982-1990 | Parámetros climáticos promedio de Ingeniero Jacobacci - Normales : 1982-1990 - Extremos : 1982-1990 | Parámetros climáticos promedio de Ingeniero Jacobacci - Normales : 1982-1990 - Extremos : 1982-1990 |
| Mes | Ene.                                                                                                | Feb.                                                                                                | Mar.                                                                                                | Abr.                                                                                                | May.                                                                                                | Jun.                                                                                                | Jul.                                                                                                | Ago.                                                                                                | Sep.                                                                                                | Oct.                                                                                                | Nov.                                                                                                | Dic.                                                                                                | Anual                                                                                               |
| --- | --------------------------------------------------------------------------------------------------- | --------------------------------------------------------------------------------------------------- | --------------------------------------------------------------------------------------------------- | --------------------------------------------------------------------------------------------------- | --------------------------------------------------------------------------------------------------- | --------------------------------------------------------------------------------------------------- | --------------------------------------------------------------------------------------------------- | --------------------------------------------------------------------------------------------------- | --------------------------------------------------------------------------------------------------- | --------------------------------------------------------------------------------------------------- | --------------------------------------------------------------------------------------------------- | --------------------------------------------------------------------------------------------------- | --------------------------------------------------------------------------------------------------- |
| Temp. máx. abs. (°C)                                                                                            | 34.0                                                                                                | 33.0                                                                                                | 33.0                                                                                                | 26.0                                                                                                | 27.0                                                                                                | 22.0                                                                                                | 17.0                                                                                                | 19.0                                                                                                | 24.0                                                                                                | 30.0                                                                                                | 29.0                                                                                                | 33.0                                                                                                | 34.0                                                                                                |
| Temp. máx. media (°C)                                                                                           | 24.8                                                                                                | 25.3                                                                                                | 19.8                                                                                                | 14.3                                                                                                | 11.3                                                                                                | 8.1                                                                                                 | 6.6                                                                                                 | 8.6                                                                                                 | 11.2                                                                                                | 15.9                                                                                                | 18.4                                                                                                | 22.3                                                                                                | 15.6                                                                                                |
| Temp. media (°C)                                                                                                | 16.8                                                                                                | 16.6                                                                                                | 12.2                                                                                                | 7.8                                                                                                 | 4.8                                                                                                 | 3.1                                                                                                 | 1.2                                                                                                 | 2.6                                                                                                 | 4.3                                                                                                 | 8.3                                                                                                 | 10.3                                                                                                | 14.2                                                                                                | 8.5                                                                                                 |
| Temp. mín. media (°C)                                                                                           | 8.8                                                                                                 | 8.0                                                                                                 | 4.6                                                                                                 | 1.4                                                                                                 | -1.7                                                                                                | -1.8                                                                                                | -4.2                                                                                                | -3.4                                                                                                | -2.6                                                                                                | 0.8                                                                                                 | 2.2                                                                                                 | 6.1                                                                                                 | 1.5                                                                                                 |
| Temp. mín. abs. (°C)                                                                                            | -1.0                                                                                                | -5.0                                                                                                | -9.0                                                                                                | -13.0                                                                                               | -15.0                                                                                               | -15.0                                                                                               | -30.0                                                                                               | -17.0                                                                                               | -20.0                                                                                               | -20.0                                                                                               | -14.0                                                                                               | -2.0                                                                                                | -30.0                                                                                               |
| Fuente: *INTA-DPA: estación Meteorológica de Ingeniero Jacobacci - Datos Período 1981-1990</ promedio 1982-1990 | | | | | | | | | | | | | |

### Riesgos naturales
De acuerdo con estudios realizados por técnicos del INTA (Instituto Nacional de Tecnología Agropecuaria), D. Galliardini y J. Millovich, la desertificación en la zona se encuentra en estado medio a grave.

## Ecología

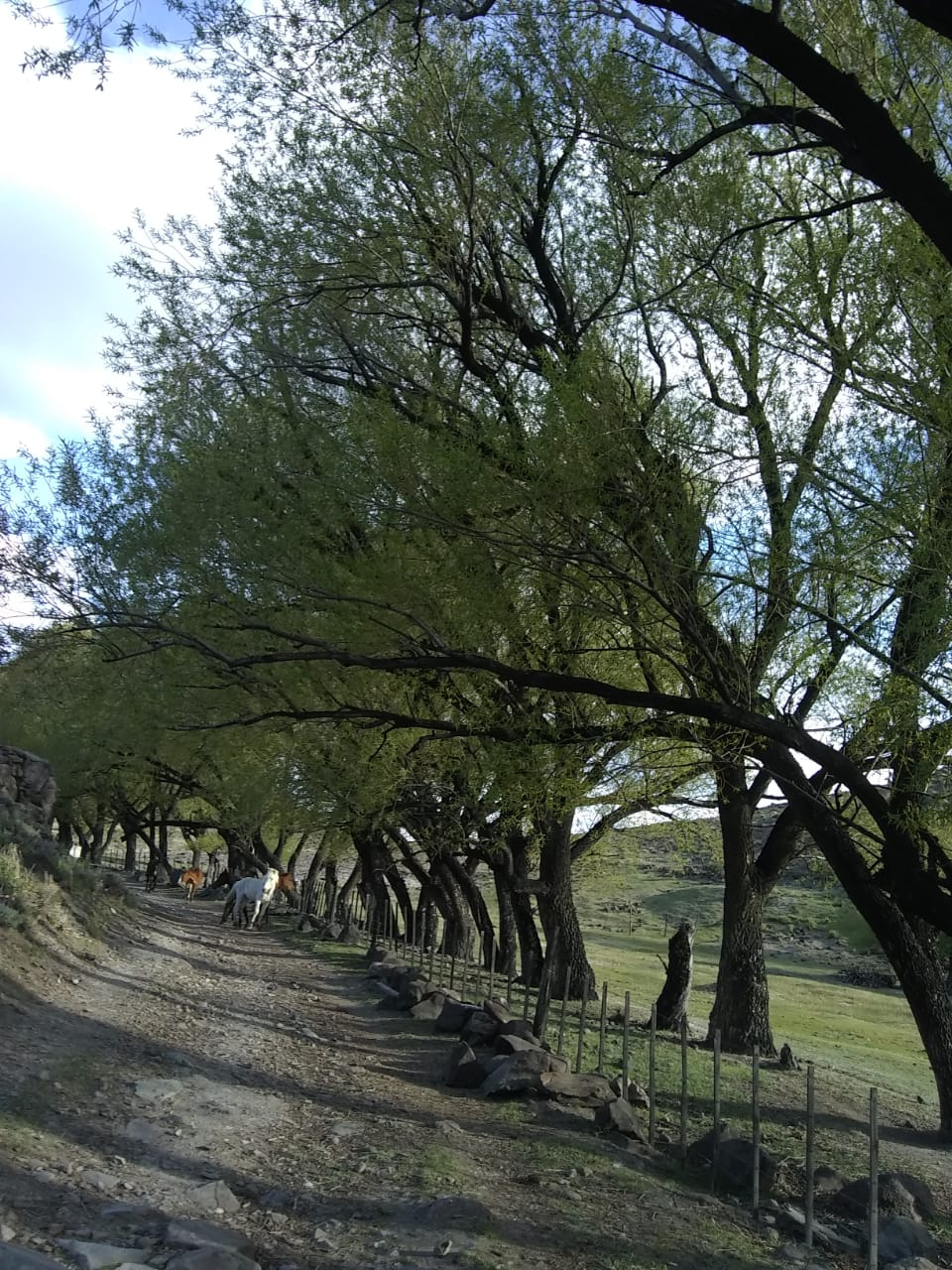
Senderos de las Chacras de Ingeniero Jacobacci, Río Negro.

Es zona de meseta, con cañadones donde pueden observarse extensiones verdes y grandes extensiones rurales semidesérticas. En el sector Sureste de la localidad a 3 km de la ciudad aproximadamente se encuentran las Chacras. En la época de primavera- verano los lugareños  realizan caminatas por sus marcados senderos. En la zona se encuentran pequeños productores agropecuarios dedicados a la crianza de chivas, ovejas, cerdos, aves.
En cuanto a la flora, predomina la estepa de arbustos bajos (neneo, coirón, uña de gato, zampa, molle, michay, y otras especies de similares características, todas denominadas con nombres mapuches).
La fauna característica de la zona está conformada por especies tales como liebre patagónica, guanacos, zorro gris, zorro colorado, piche, peludo, ñandú, águila mora, aguilucho, ñanco, teros, avutardas patagónicas, etc. Además, en los alrededores de Jacobacci se puede encontrar una variada y abundante fauna de lagartos de los géneros Phymaturus y Liolaemus, fundamentalmente.
Una particularidad en la fauna se encuentra en la laguna Carrilaufquen, donde se pueden apreciar flamencos, patos silvestres y, eventualmente, gaviotas.

## Historia

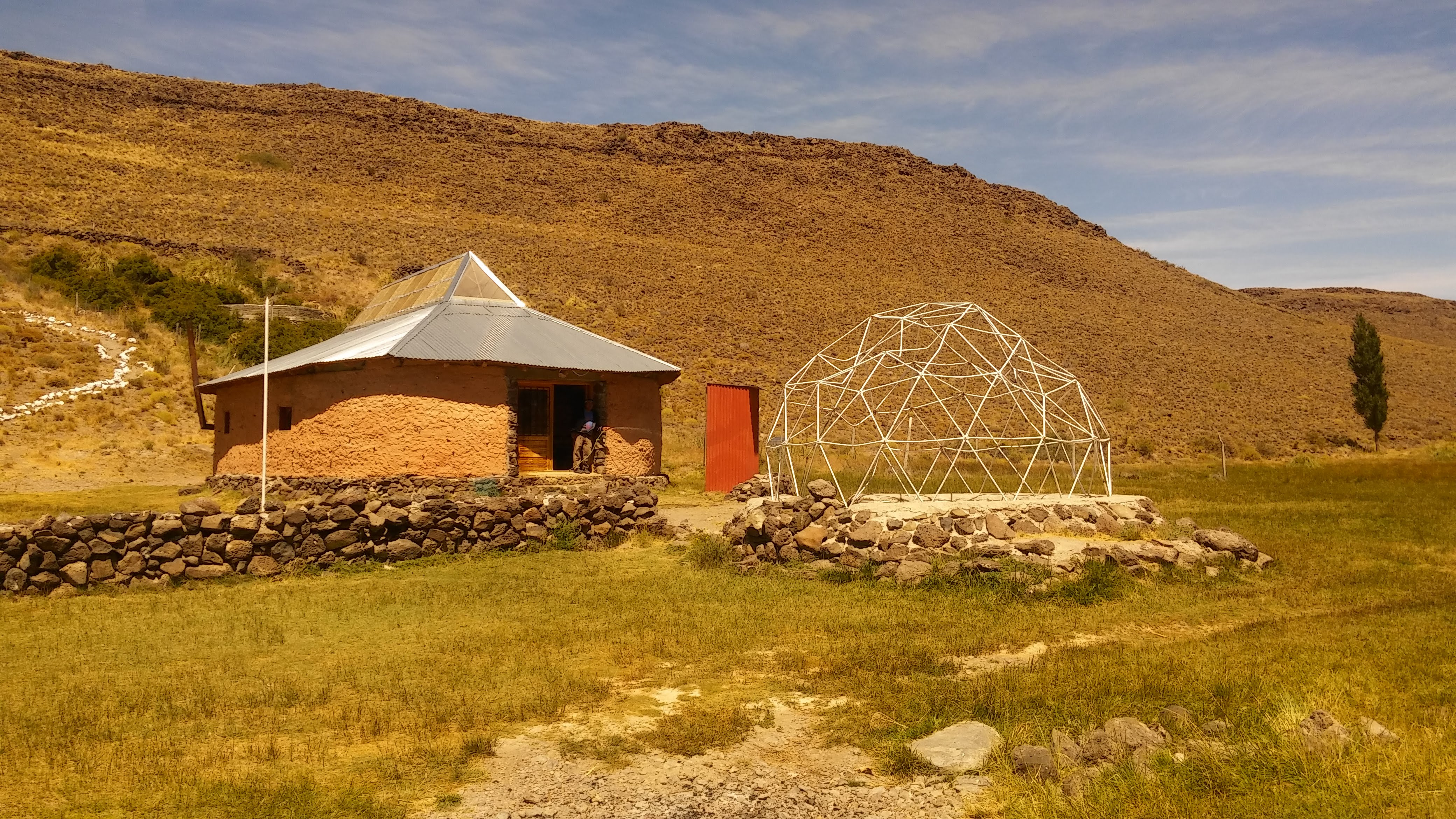
Ruca tecnológica: construida a base de cenizas proveniente de la erupción de volcán. Ubicada en las Chacras de Ingeniero Jacobacci, Río Negro.

Inicialmente, la reducida población de inmigrantes y los habitantes naturales de este lugar, estaban, en su mayoría, radicados en el Paraje Quetrequile (vocablo tehuelche). La pequeña aldea tomó el nombre de Nahuel Niyeo. Allí existía una escuela (la n.° 17), un destacamento policial, el juzgado de paz y una sala de primeros auxilios.
Con la llegada de los rieles de Ferrocarriles Argentinos, la población comenzó a concentrarse en este lugar a partir de 1916, y años más tarde tomó definitivamente el nombre de Ingeniero Jacobacci.
Una difícil situación afectó la comunidad de Ingeniero Jacobacci , debido a la copiosa caída de cenizas provenientes de la erupción del volcán Puyehue en 2011. Defensa Civil declaró a la zona en alerta, las clases se suspendieron y hubo recomendación expresa por parte de las autoridades de permanecer en las casas, en los momentos más críticos. Incluso algunas personas utilizaron mascarillas protectoras para prevenir posibles afecciones pulmonares. Si bien la situación de la ciudad fue complicada, los mayores trastornos se produjeron en la zona rural, donde se vieron seriamente afectadas las familias que viven de la cría de animales. Los daños que puede producir la ceniza en ese contexto son por ahora incalculables.

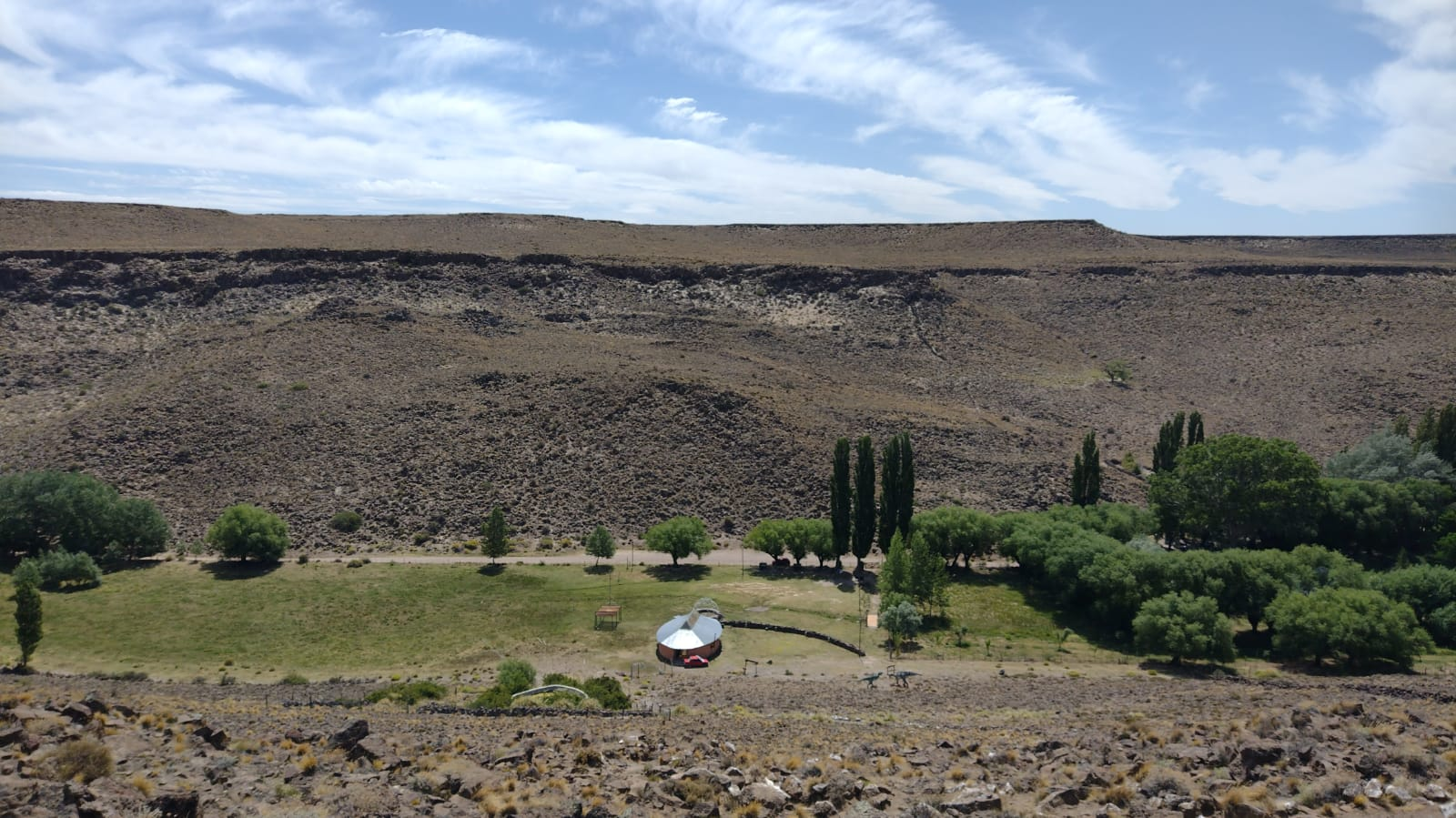
Vista aérea actual de la Ruca

## Demografía
Los resultados definitivos del censo 2010 arrojaron que el municipio tuvo 6261 habitantes. La tasa de crecimiento demográfico con respecto al censo 2001 fue del 0,88%.
En 2001 el municipio contaba con 5785 habitantes. de los cuales 5719 habitantes (el 99%) vivían en la zona urbana. En 1991, los habitantes de la localidad eran 5414, lo que representa un incremento del 5,6%.
En septiembre de 2008 el municipio encargó a una consultora un censo. Tenía proyectado «relevar cerca de 2600 hogares»
El censo 2022 arrojó 3.161 viviendas con una población estable de 8.112 habitantes en el municipio.
La tabla siguiente muestra la población de la aglomeración urbana para distintos censos
| Gráfica de evolución demográfica de Ingeniero Jacobacci entre 1912 y 2022 |
|                                                                           |
| Fuente: Censos nacionales del INDEC                                       |

## Política

### Administración pública
Existen en la ciudad delegaciones de muchos entes de la administración pública nacional y provincial: Rentas, Registro Civil, Trabajo, Consejo Provincial de Educación, Ministerio de Economía (allí funcionan las oficinas de Tierras, Se.Na.Sa, Ente de la Región Sur, Ganadería, Recursos Naturales), Agencia de Extensión Rural INTA, IPROSS, Unidad 14.ª de Policía e Inspectoría Regional de Policía de Río Negro, Juzgado de Paz, Defensoría Pública, Casa de Justicia, PAMI, Secretaría de Protección Civil.

### Organizaciones no gubernamentales
Cámaras empresariasCámara de Comercio, Industria y Minería, Asociación Ganadera, ARCAN (Asociación Rionegrina de Caprinocultores de Angora), FECORSUR (Federación de Cooperativas de la Región Sur)
Sindicatos y MutualesUnter, UPCN, SOYEM, Luz y Fuerza,
OtrosConsejo Asesor Indígena

## Economía

### Sectores
Sector primario
Mina Calcatreu
Sector secundario
Sector terciario
Servicios
Bancos Patagonia y Nación Argentina. Estudios de abogados y contadores públicos. Consultorios médicos y odontológicos. Hotel Argentino y Residencial Cumelcán. Chalet y refugios municipales en laguna Carrilaufquen.

## Transportes

### Automóvil
Caminos
La principal vía de comunicación es la ruta nacional Nº 23 que es la más importante de toda la región sur rionegrina ya que une las ciudades y localidades más grandes de la región y las vincula con la zona atlántica y la cordillerana. En la zona de Jacobacci, recorre la margen izquierda (norte) del arroyo Huahuel Niyeu con dirección estenoreste, hasta que lo cruza frente a la ciudad para ingresar en su planta urbana desde el norte; una vez en la zona céntrica, retoma la dirección estenoreste.
La segunda ruta en importancia es la ruta provincial Nº 6 que comunica el Alto Valle con la Región Sur. Hacia el sur la ruta 6 vincula la ciudad con Ñorquinco y la Comarca andina del Paralelo 42
Esta ruta acomete desde el norte a la nacional 23 a unos 6 km del centro mismo de la ciudad de y luego recomienza en la planta urbana con dirección oesudoeste por la margen derecha (sur) del arroyo. Otra ruta que vincula a Ingeniero Jacobacci es la ruta provincial 76 que pasa por parajes rurales ubicado a hacia el sur y llega al límite con Chubut.
Servicios
La empresa de transportes de pasajeros "Las Grutas" realiza diariamente el trayecto Gral. Roca-Jacobacci-Gral. Roca. Desde Bariloche y hasta Viedma (la capital provincial), también con una frecuencia diaria en ambos sentidos, viaja la empresa 3 de mayo.
La ruta que va desde Ingeniero Jacobacci a El Bolsón, pasando por las localidades de Río Chico, Ñorquinco, El Maitén, es transitada tres veces semanales por transportes locales de media distancia.

### Ferrocarril
Vías férreas
El ramal que uniría el puerto de San Antonio con el lago Nahuel Huapi comienza construirse en 1910 con la colocación de los primeros rieles, en la época del Ferrocarril del Sud. El ingeniero Guido Jacobacci es nombrado jefe de Ferrocarriles Patagónicos por el ministro de Obras Públicas, Dr. Ezequiel Ramos Mexía, para trabajar en ella. Las vías llegan en 1916 al km 448, al paraje conocido como Huahuel Niyeo y se libra al servicio el año siguiente. En 1931 se inaugura el puente Ferro-Carretero que une Viedma y Carmen de Patagones y también unió la Línea Sur con Buenos Aires. Tras largas demoras, en mayo de 1934 llega el primer tren al lago Nahuel Huapi, San Carlos de Bariloche.
Servicios

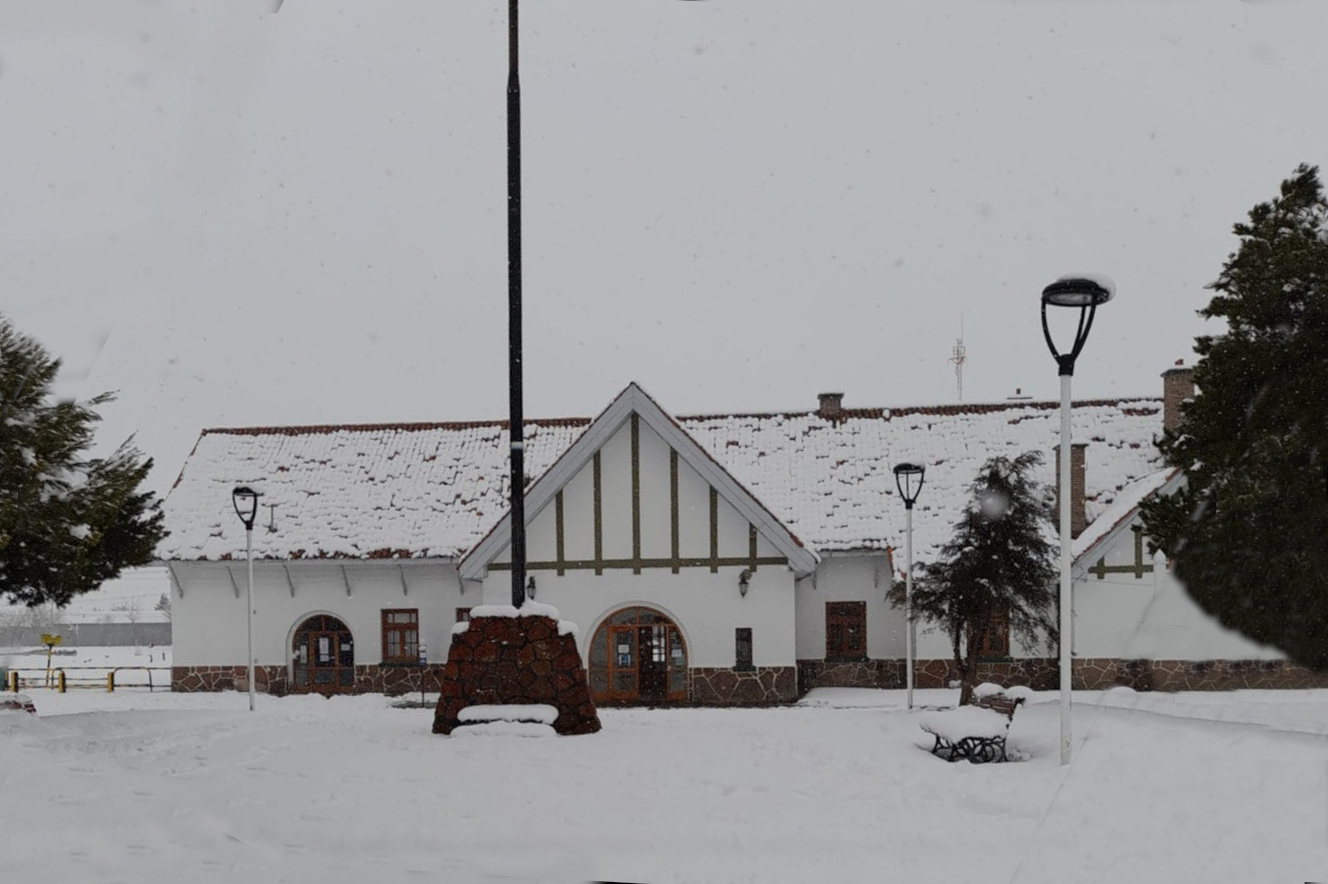
La estación de tren se encuentra en la Localidad de Ingeniero Jacobacci, la misma, con nieve.

Tras el traspaso de los ferrocarriles a las provincias a principios de los 90, nace la empresa ferroviaria rionegrina, «Tren Patagónico» (Servicios Ferroviarios Patagónicos - Se.Fe.Pa.), que realiza un recorrido con seis frecuencias semanales desde Jacobacci a Bariloche, regresando en el día (denominado «tren local») y dos veces desde Bariloche hacia Viedma (desde el 2009 solo corre una frecuencia semanal del tren que une Bariloche con Viedma, no corriendo más el local).
En tanto hasta la ciudad de Esquel no existen medios directos de transporte. La pérdida de la denominada «La Trochita» (tren a vapor de trocha angosta), en el año 1994, dejó a los pobladores de la región en cuestión despojados del único medio que los mantenía comunicados. Mucho se trabajó (políticos, autoridades y vecinos) en pos de evitar el levantamiento de este servicio durante el gobierno del presidente Carlos S. Menem, así como el tren «grande» que llegaba hasta Constitución (Capital Federal) pero sin obtener éxitos en lo gestionado.

### Transporte aéreo
En 1990 se inauguró el Aeropuerto, que posee una pista de 2100 m de longitud.
La primera línea oficial que realizó escalas en esta ciudad fue SAPSE, entre los años 1990 a 1997. Luego de la privatización, se suspendió el servicio

## Servicios públicos
Cooperativa de Agua y Otros Servicios Públicos LTDA, Correo Argentino, Telefónica de Argentina, Camuzzi Gas del Sur, EdERSA, UNIFÓN

### Abastecimiento
Luz, agua, gas natural, telefonía fija y móvil, alumbrado público, conservación y limpieza, son servicios esenciales que se prestan a la comunidad.
La privada Empresa de Energía de Río Negro S.A., la Cooperativa de Agua y Otros servicios públicos LTDA., Camuzzi Gas del Sur, Telefónica de Argentina, Unifón, la Municipalidad de Ingeniero Jacobacci son los responsables del suministro de cada uno de estos servicios de los que goza el mayor porcentaje de los pobladores del lugar.
Durante larguísimos años el teléfono fue privilegio de unos pocos, ya que el acceso al servicio no sólo resultaba muy oneroso sino que además había que esperar meses y hasta años desde la solicitud de la línea hasta su instalación. Las llamadas de larga distancia se efectuaban mediante operadora, y había que esperar horas enteras hasta conseguir la comunicación.
En los años 80 se proveyó a la ciudad del servicio de Discado Directo Nacional e Internacional mientras que contar con líneas domiciliarias es cada vez más accesible, con diferentes opciones para los usuarios. En la actualidad, más de 500 familias gozan de este servicio, al igual que la telefonía celular que desde hace unos cuatro años se instaló en la comunidad, con unos 300/400 usuarios de este sistema.
Internet y correo electrónico son otros de los servicios de comunicación que cada vez más utilizan sobre todo oficinas públicas, comerciantes y algunos particulares.
En cuanto al gas natural, quienes aún no poseen de este servicio, se proveen de calefacción mediante gas envasado o leña y querosene, aunque desde el Municipio y con aportes provinciales y nacionales, las redes domiciliarias continúan construyéndose, siendo la aspiración de los gobernantes y vecinos que en los próximos años el mayor porcentaje de la población goce de este servicio, casi imprescindible en esta región donde los inclementes inviernos hacen cada vez más difícil sobrellevar las bajas temperaturas sin calefacción con gas natural.
El alumbrado público ha llegado en los últimos años a la mayoría de los barrios periféricos, tema en el que también se continúa trabajando.

### Educación
1. - Escuela Primaria de Jornada Extendida N.º 326
2. - Escuela Primaria N.º 17
3. - Escuela Primaria de Jornada Extendida N.º 134
4. - Escuela Primaria N.º 356
5. - Escuela de Educación Especial n.º 23
6. - E.S.R.N. (Escuela Secundaria Rionegrina) N.º 6

7 - CET (centro de educación técnica) n.º 26 
1. - jardín de infantes N.º 37
2. Centro de Educación Nivel Secundario n.º 18
3. Escuela de Educación Básica para Adultos n.º 8
4. Centro de Educación Técnica n.º 26
5. Residencia Secundaria Mixta
6. Jardín Maternal Comunitario N°25

### Higiene
La Municipalidad brinda servicio de recolección, barrido y limpieza e Inspección, seguridad e higiene en comercios. Además, son municipales los servicios de cementerio y faena de animales.

### Salud
Posee el Centro de Atención Sanitaria más importante de la región Sur, el Hospital Dr. Rogelio Cortizo, ubicado en Av. Roca y Pastor Obligado. Luego de su fundación, ha sido refaccionado y ampliado en reiteradas ocasiones hasta convertirlo en un edificio que cubre casi todas las necesidades respecto de la atención de la salud.
Cuenta con un número importante de profesionales, entre médicos clínicos, cirujanos, bioquímicos, anestesista, psicólogos, etc.-
1. - Hospital Dr. Rogelio Cortizo

## Medios de comunicación
Los medios de comunicación fueron creciendo desde la instalación de LRA 54 Radio Nacional, en 1978. Antes de este hecho que marca un hito en la comunicación local, los pobladores de Jacobacci y zona sólo tenían (durante el día) acceso a Radio Nacional Bariloche, y en horas de la noche las potentes emisoras chilenas acompañaban a los oyentes de esta zona.
Con la inauguración de nuestra Radio Nacional, comenzó la historia. Luego de pocos años comenzaron a proliferar las emisoras de Frecuencia Modulada: FM Nevada (capta la audiencia joven, FM Visión, FM Sur (actualmente fuera del aire), FM Melodía, FM Encuentro (de la Iglesia Evangélica) y FM 105.5 Radio Uno.
1. - Radio Pública Nacional RLA 54.

Tampoco se tenía acceso a la TV hasta 1982, cuando se instalaron la antena receptora satelital que facilitó la señal de ATC, junto a la transmisión en color que se imponía por primera vez en la Argentina. Con el correr de los años se incorporaría una antena repetidora del canal 10 de televisión de General Roca (actualmente denominado Aire Valle).
Años más tarde, un empresario local, Ramón Adaime, ofrecía a los usuarios la TV por cable, que posibilitó que unos 400 hogares tuvieran la posibilidad de acceder a diferentes canales de cable y aire de Buenos Aires y el mundo.
La llegada de la TV Satelital impactó hace poco tiempo y cada vez son más los televidentes que adquieren la antena, existiendo en la actualidad unos 150 hogares con este servicio.
En cuanto a los medios gráficos, desde hace unos 25 años, llega diariamente el matutino provincial Río Negro, y desde hace unos 5 años también la Mañana del Sur, de Neuquén. Durante 1992 a 1994 “El Oeste” de Esquel, llegaba a Jacobacci tres veces por semana. Revistas de actualidad se consiguen semanalmente en algunos kioscos de la ciudad.
Existieron intentos locales de producciones gráficas, “Región Sur”, un periódico quincenal producido íntegramente en Jacobacci, tuvo vigencia durante varios años, aunque cuestiones estrictamente de índole financiero impidió su continuidad. En Tanto otra iniciativa local “Despertar del Sur”, tuvo el mismo destino, aunque “vivió” durante dos años.

## Patrimonio cultural
Existen en la zona pinturas milenarias de alto valor histórico. Estas obras rupestres se pueden observar en las estancias Huanuluan y Calcatreo.

## Organización territorial y urbanismo

### Distritos urbanos y barrios
1. - Centro Comunitario Bº Esfuerzo Propio
2. - Centro Comunitario Bº Matadero
3. - Centro Comunitario Bº San José
4. - Centro Comunitario Bº IPPV
5. - Centro Comunitario Bº Ceferino
6. - Centro Comunitario Bº Hornos
7. - Centro comunitario Bº Estadio
8. - Gimnasio Municipal (centro)

A fines de 2007, se construye el Barrio Nuevo con 30 viviendas. En febrero de 2008 el barrio queda con el nombre de " Barrio Nuevo de Ingeniero Jacobacci”

### Urbanismo
La ciudad ha ido modificándose con el transcurso de los años hasta convertirse en lo que hoy muestra su paisaje: calles arboladas, plazas forestadas, jardines y huertas privadas que le dan un marco diferente al inicialmente (primeros años de su fundación), gris y desértico.

## Cultura
1. - Aventura Mallín Grande
2. - Biblioteca Popular Pública
3. - Centro De Aprendizajes Educativos
4. - Escuela Municipal De Danzas Árabes
5. - Escuela Municipal De Folclore
6. - Grupo Católico Iglesia Santa Cruz - Ruka Mew
7. - Grupo Evangélico Iglesia Parroquial
8. - Museo naturalístico, antropológico e histórico "Jorge H. Gerhold"
9. - Taller amanecer
10. - Taller De Tejidos

## Patrimonio cultural inmaterial
Fiesta del pueblo
En todos los 14 de septiembre, desde la mañana se hace un pequeño acto en conmemoración a los habitantes de diferentes banderas, y en la tarde se realiza un desfile de las instituciones, grupos, actividades deportivas, sociales, educativas, municipales, etc.

## Deporte
1. - Gimnasio Municipal
2. - Polideportivo Municipal

1. - Escuela Municipal De Fútbol
2. - Escuela Municipal De Fútbol para nenas de 8 a 12 años.
3. - Escuela Municipal De Básquet
4. - Escuela Municipal De Artes Marciales
5. - Escuela Municipal De Vóley
6. - Escuela Municipal De Boxeo
7. - Escuela Municipal De Rugby
8. - Escuela Municipal De Hándbol
9. - Escuela Municipal De Ciclismo
10. - Escuela Municipal De Kung Fu
11. - Escuela Municipal De Pelota Paleta
12. - Escuela Municipal De Folclore
13. - Escuela Municipal De Danzas Árabes
14. - Escuela Municipal De Patín Artístico
15. - Liga de futsal femenino
16. - Liga de futsal veteranos mayores de 35 años
17. - Liga de fútbol barrial
18. - Los Choiques Rugby Club de Ingeniero Jacobacci

El Paso del Rally Dakar
El Rally Dakar pasó por Ingeniero Jacobacci los días 5 y 6 de enero de 2009. Significó un acontecimiento no solo deportivo, sino también social y cultural.

## Personas destacadas
- Ernesto Cabeza Belmonte (1923-1980) Músico argentino, integrante del conjunto folclórico Los Chalchaleros.
- Rodolfo Casamiquela (Ingeniero Jacobacci, 11 de diciembre de 1932 - Cipolletti, 5 de diciembre de 2008). Paleontólogo y antropólogo[21]
- Néstor "Tato" Constissa (1954-2012). Periodista, pensador. Autor de obras como La dictadura del sí mismo y Salven a Clark Kent, dos ensayos de publicación académica; Además publicó El Juego del Ahorcado (2002) y Macanas Puras.En 2003 trabajó en la Secretaría de Medios de la Nación. Entre 2004 y 2005 fue Vicedirector de LRA Radio Nacional.

## Parroquias de la Iglesia católica
| Diócesis  | San Carlos de Bariloche |
| --------- | ----------------------- |
| Parroquia | Exaltación de la Cruz   |